# Nicolas Auguste Tissot
Nicolas Auguste Tissot (* 16. März 1824 in Nancy; † 14. Juli 1907 in Voreppe) war ein französischer Mathematiker und Kartograph.
Tissot studierte 1841 bis 1843 an der École polytechnique und  war danach bis 1850 Pionieroffizier (Hauptmann) in der französischen Armee. Ab 1852 war er Mathematikprofessor am Lycée Saint-Louis und außerdem Repetitor an der École polytechnique. Er untersuchte Verzerrungen von Kartenprojektionen und entwickelte eine Kartenprojektion möglichst geringer Verzerrung, die von der französischen Armee übernommen wurde. Nach ihm ist Tissotsche Indikatrix benannt, die die Verzerrung einer Kartenprojektion in Form von Verzerrungsellipsen angibt. Er veröffentlichte darüber 1859 und 1871 und stellte seine Theorie 1881 in einem Buch vor.

## Schriften
- Précis de cosmographie. Masson, Paris 1869.
- Mémoire sur la représentation des surfaces et les projections des cartes géographiques. Gauthier-Villars, Paris 1881.
  - Deutsche Übersetzung von Ernst Hammer: Die Netzentwürfe geographischer Karten nebst Aufgaben über Abbildung beliebiger Flächen auf einander. Metzler, Stuttgart 1887 (Digitalisat).